# Vegas (serial telewizyjny)
Vegas (2012−2013) – amerykański serial telewizyjny nadawany przez stację CBS od 25 września 2012 roku. Stworzony przez Nicholasa Pileggi i Grega Walkera.
10 maja 2013 CBS anulowało serial po pierwszym sezonie.

## Fabuła
Lata 60. Las Vegas, tajemnicze morderstwo siostrzenicy gubernatora sprawia, że farmer Ralph Lamb (Dennis Quaid) zostaje mianowany szeryfem i zmuszony do wszczęcia śledztwa.

## Obsada
- Dennis Quaid jako szeryf Ralph Lamb
- Michael Chiklis jako Vincent Savino
- Carrie-Anne Moss jako Katherine O’Connell
- Taylor Handley jako Dixon Lamb
- Sarah Jones jako Mia Rizzo
- Jason O’Mara jako zastępca szeryfa Jack Lamb

## Gościnne występy
- Aimee Garcia jako Yvonne Sanchez
- Vinessa Shaw jako Laura Savino
- Michael O’Neill jako Ted Bennett
- Gil Bellows jako George Grady
- Damon Herriman jako Jones 'The Butcher'

## Lista odcinków
| Sezon | Sezon | Odcinki | Oryginalna emisja    | Oryginalna emisja |
| Sezon | Sezon | Odcinki | Premiera sezonu      | Finał sezonu      |
| ----- | ----- | ------- | -------------------- | ----------------- |
|       | 1     | 21      | 25 października 2012 | 10 maja 2013      |

## Sezon 1 (2012−2013)
| №  | #  | Tytuł                 | Reżyseria           | Scenariusz                       | Premiera             |
| -- | -- | --------------------- | ------------------- | -------------------------------- | -------------------- |
| 1  | 1  | Pilot                 | James Mangold       | Nicholas Pileggi, Greg Walker    | 25 września 2012     |
| 2  | 2  | Money Plays           | Gary Fleder         | Greg Walker, Nick Santora        | 2 października 2012  |
| 3  | 3  | All That Glitters     | Greg Beeman         | Seth Hoffman                     | 9 października 2012  |
| 4  | 4  | (Il)Legitimate        | Matt Earl Beesley   | Ashley Gable                     | 23 października 2012 |
| 5  | 5  | Solid Citizens        | Roxann Dawson       | Jim Adler                        | 30 października 2012 |
| 6  | 6  | The Real Thing        | Alex Zakrzewski     | Vanessa Reisen                   | 13 listopada 2012    |
| 7  | 7  | Bad Seeds             | Jeff T. Thomas      | Greg Walker, Nick Santora        | 20 listopada 2012    |
| 8  | 8  | Exposure              | Duane Clark         | Seth Hoffman, Steven Levenson    | 27 listopada 2012    |
| 9  | 9  | Masquerade            | Paul McCrane        | Jim Adler                        | 11 grudnia 2012      |
| 10 | 10 | Estinto               | Anthony Hemingway   | Vanessa Reisen, Nick Santora     | 18 grudnia 2012      |
| 11 | 11 | Paiutes               | Christine Moore     | Steven Levenson, Greg Walker     | 8 stycznia 2013      |
| 12 | 12 | From This Day Forward | James Whitmore Jr.  | Seth Hoffman, Nick Santora       | 15 stycznia 2013     |
| 13 | 13 | Road Trip             | Frederick E.O. Toye | Nick Santora                     | 29 stycznia 2013     |
| 14 | 14 | The Third Man         | Matt Earl Beesley   | Vanessa Reisen, Jim Adler        | 5 lutego 2013        |
| 15 | 15 | Two of a Kind         | Jerry Levine        | Jessica Queller, Steven Levenson | 19 lutego 2013       |
| 16 | 16 | Little Fish           | Paul McCrane        | Seth Hoffman                     | 5 kwietnia 2013      |
| 17 | 17 | Hollywood Ending      | Michael Chiklis     | Vanessa Reisen                   | 12 kwietnia 2013     |
| 18 | 18 | Scoundrels            | Christine Moore     | Matt Payne                       | 20 kwietnia 2013     |
| 19 | 19 | Past Lives            | Roxann Dawson       | Katie Wech                       | 26 kwietnia 2013     |
| 20 | 20 | Unfinished Business   | Rosemary Rodriguez  | Steven Levenson, Greg Walker     | 3 maja 2013          |
| 21 | 21 | Sons of Nevada        | Duane Clark         | Nick Santora, Greg Walker        | 10 maja 2013         |